# Jennifer Cooke
Jennifer Catherine Cooke (Nueva York, 19 de septiembre de 1964) es una actriz estadounidense.

## Carrera
Es quizás más conocida por su papel de la Niña intergaláctica, Elizabeth, que es mitad humana / mitad visitante en la serie de televisión de 1984 V. También protagonizó la telenovela Guiding Light como Morgan Richards Nelson entre 1981 y 1983. Cooke interpretó a Debbie en la aclamada miniserie de NBC A Year in the Life. Su papel más reconocido en el cine es en la película de terror Viernes 13 Parte VI: Jason vive (1986) como Megan. La única aparición de Cooke en la televisión como estrella invitada es en la serie de HBO The Hitchhiker.
Después de aparecer en el Viernes 13 Parte VI, se retiró de la actuación. 
Desde 1989 Ella ha estado casada con Mo Siegel, cofundador de la compañía Celestial Seasonings, con quien ha tenido dos niños. Ella volvió brevemente al centro de atención en 2013 cuando fue entrevistada para Crystal Lake Memories, un documental retrospectivo sobre la saga de películas Viernes 13, en el cual ella recordó su papel en la parte VI de la franquicia.

## Filmografía
| 1978      | Tom and Joann                        | Amy Hammil             | TV pilot                                    |
| 1978      | Daddy, I Don’t Like It Like This     | Helen                  | TV film                                     |
| 1979      | ABC Afterschool Specials             | Rosemary               | Episodio: "La hija de una estrella de cine" |
| 1981–1983 | Guiding Light                        | Morgan Richards Nelson |                                             |
| 1984      | Summer                               | Melinda Danson         | TV special                                  |
| 1984      | Gimme an 'F'                         | Pam Bethlehem          |                                             |
| 1984–1985 | V                                    | Elizabeth Maxwell      | 19 episodios                                |
| 1985      | Covenant                             | Alexandra Noble        | Film para TV                                |
| 1985      | The Hitchhiker                       | Eleanor Shepard        | Episodio: "Man's Best Friend"               |
| 1986      | Friday the 13th Part VI: Jason Lives | Megan Garris           |                                             |
| 1986      | A Year in the Life                   | Debbie Nesbit          | TV miniseries                               |

- Datos: Q3116155